# النشر أو الهلاك
"انشر أو اهلك" هو قول مأثور يصف الضغط لنشر العمل الأكاديمي من أجل النجاح في الحياة الأكاديمية. ومثل هذا الضغط المؤسسي يكون أقوى بشكل عام في الجامعات البحثية.  حدد بعض الباحثين بيئة النشر أو الهلاك كعامل مساهم في أزمة النسخ .
تجذب المنشورات الناجحة الانتباه إلى العلماء والمؤسسات الراعية لهم، مما يمكن أن يساعد في استمرار التمويل ومسيرتهم المهنية. في التصور الأكاديمي الشائع، فإن الباحثين الذين ينشرون بشكل غير منتظم، أو الذين يركزون على الأنشطة التي لا تؤدي إلى منشورات، مثل تعليم الطلاب الجامعيين، قد يخسرون المنافسة على المناصب المتاحة. وقد تم الاستشهاد بالضغوط من أجل النشر كسبب لضعف الأعمال المقدمة إلى المجلات الأكاديمية.  غالبًا ما يتم تحديد قيمة العمل المنشور من خلال مكانة المجلة الأكاديمية التي يتم نشره فيها. يمكن قياس الدوريات من خلال عامل التأثير، وهو متوسط عدد الاستشهادات للمقالات المنشورة في مجلة معينة على مدى العامين الماضيين.

## أصل
أول استخدام معروف لهذا المصطلح في سياق أكاديمي كان في مقالة صحفية عام 1928. ظهرت العبارة في سياق غير أكاديمي في كتاب عام 1932، أرشيبالد كاري كوليدج: الحياة والحروف، بقلم هارولد جيفرسون كوليدج.  في عام 1938، ظهرت هذه العبارة في منشور أكاديمي. وبحسب يوجين غارفيلد، فإن التعبير ظهر لأول مرة في سياق أكاديمي في كتاب لوغان ويلسون "الرجل الأكاديمي: دراسة في علم اجتماع المهنة" الصادر عام 1942. وقد نسب آخرون هذه العبارة إلى عالم الوراثة بجامعة كولومبيا كيمبال سي أتوود.

## إيجابيات
قد تحاول الجامعات ذات التوجه البحثي إدارة الجوانب غير الصحية لممارسات النشر أو الهلاك، لكن مديريها غالبًا ما يجادلون بأن بعض الضغط لإنتاج أبحاث متطورة ضروري لتحفيز العلماء في وقت مبكر من حياتهم المهنية للتركيز على تقدم البحث، وتعلم كيفية موازنة إنجازه مع المسؤوليات الأخرى للدور الأكاديمي.

## سلبيات
وقد تعرضت هذه الظاهرة لانتقادات شديدة، وأبرز الأسباب هي أن التركيز على النشر قد يقلل من قيمة المنح الدراسية الناتجة، حيث يجب على العلماء قضاء المزيد من الوقت في التدافع لنشر كل ما يمكنهم طباعته، بدلاً من قضاء الوقت في تطوير أجندات بحثية مهمة. وبالمثل، وصف الباحث في العلوم الإنسانية كاميل باجليا نموذج النشر أو الهلاك بأنه "طغيان" وكتب أيضًا أن "المهنة [الأكاديمية] أصبحت مهووسة بالكمية وليس بالكيفية. مقال واحد رائع يجب أن يفوق كتابًا عاديًا."
إن الضغط للنشر أو الموت ينتقص أيضًا من الوقت والجهد الذي يمكن للأساتذة تكريسه لتدريس المقررات الجامعية وتوجيه طلاب الدراسات العليا. نادرًا ما تتطابق مكافآت التدريس الاستثنائي مع مكافآت البحث الاستثنائي، مما يشجع أعضاء هيئة التدريس على تفضيل البحث الاستثنائي كلما تعارضوا.
كما أن النشر أو الهلاك مرتبط بسوء السلوك العلمي أو على الأقل بأخلاقيات مشكوك فيها. لقد قيل أيضًا أن جودة العمل العلمي تأثرت بسبب ضغوط النشر. نُقل عن الفيزيائي بيتر هيغز، قوله في عام 2013 إن التوقعات الأكاديمية منذ التسعينيات من المحتمل أن تمنعه من تقديم مساهماته البحثية الرائدة ومن الحصول على وظيفة. وقال: "من الصعب أن أتخيل كيف سأحصل على ما يكفي من السلام والهدوء في ظل المناخ الحالي لأفعل ما فعلته في عام 1964". "اليوم لن أحصل على وظيفة أكاديمية. الأمر بهذه البساطة. لا أعتقد أنه سيتم اعتباري منتجا بما فيه الكفاية." 
وفقًا لبعض الباحثين، فإن ثقافة النشر أو الفناء قد تؤدي أيضًا إلى إدامة التحيز في المؤسسات الأكاديمية. بشكل عام، تنشر النساء بشكل أقل تكرارًا من الرجال، وعندما ينشرن أعمالهن، فإنهن يتلقين استشهادات أقل من نظرائهن الذكور، حتى عندما يتم نشرها في المجلات ذات عوامل التأثير الأعلى بكثير. علاوة على ذلك، أشارت إحدى الدراسات إلى أن الفجوات في تعزيز وتقدم المرأة في الطب الأكاديمي قد تتأثر بشكل كبير بالفروق القائمة على نوع الجنس في الاستشهادات بالمقالات.

## تغييرات
أنشأ مدير مختبر الوسائط بمعهد ماساتشوستس للتكنولوجيا، نيكولاس نيغروبونتي، شعار "العرض أو الموت"، مع تفضيل العروض على النشر.  قام المخرج جوي إيتو بتعديل الشعار إلى "النشر أو الموت"، مع التركيز على اعتماد التكنولوجيا.

## ملحوظات
1. ↑  "Publish or perish". Nature. ج. 467 ع. 7313: 252. 2010. Bibcode:2010Natur.467..252.. DOI:10.1038/467252a. PMID:20844492.
2. ↑  Fanelli، D. (2010). Scalas، Enrico (المحرر). "Do Pressures to Publish Increase Scientists' Bias? An Empirical Support from US States Data". PLOS ONE. ج. 5 ع. 4: e10271. Bibcode:2010PLoSO...510271F. DOI:10.1371/journal.pone.0010271. PMC:2858206. PMID:20422014.
3. ↑  Neill، U. S. (2008). "Publish or perish, but at what cost?". Journal of Clinical Investigation. ج. 118 ع. 7: 2368. DOI:10.1172/JCI36371. PMC:2439458. PMID:18596904.
4. ↑  Irons، Jessica G.؛ Buskist، William (2009). "Chapter 9: Preparing for a Career at a Teaching Institution". في Davis، Stephen F.؛ Giordano، Peter J.؛ Licht، Carolyn A. (المحررون). Your Career in Psychology: Putting Your Graduate Degree to Work. Malden, MA: Wiley-Blackwell. ص. 117–132. ISBN:9781405179423. اطلع عليه بتاريخ 2020-08-06.
5. ↑  Gad-El-Hak، M. (2004). "Publish or Perish—An Ailing Enterprise?". Physics Today. ج. 57 ع. 3: 61–62. Bibcode:2004PhT....57c..61G. DOI:10.1063/1.1712503.
6. ↑  Liu، Xue-Li؛ Gai، Shuang-Shuang؛ Zhou، Jing (2016). "Journal Impact Factor: Do the Numerator and Denominator Need Correction?". PLOS ONE. ج. 11 ع. 3: e0151414. Bibcode:2016PLoSO..1151414L. DOI:10.1371/journal.pone.0151414. PMC:4792445. PMID:26977697.
7. ↑  Case، Clarence Marsh (1928). "Scholarship in Sociology". Sociology and Social Research. ج. 12: 323–340. ISSN:0038-0393. LCCN:sn83004127. OCLC:5088377. مؤرشف من الأصل في 2023-05-11 – عبر Google Books.
8. ↑  Doyle, Charles Clay; Mieder, Wolfgang; Shapiro, Fred R. (22 May 2012). The Dictionary of Modern Proverbs (بالإنجليزية). Yale University Press. p. 209. ISBN:978-0300136029. Archived from the original on 2022-08-29.
9. ↑  Coolidge، Harold Jefferson؛ Lord، Robert Howard (22 مارس 1932). Archibald Cary Coolidge: Life and Letters. Books for Libraries Press. ISBN:9780836966411. مؤرشف من الأصل في 2022-08-29 – عبر Google Books.
10. ↑  "Notes and Announcements". Bulletin of the Association of American Colleges. ج. 24 ع. 5: 463–468. 1938. JSTOR:40219435.
11. ↑  Eugene Garfield (يونيو 1996). "What Is The Primordial Reference for the Phrase 'Publish Or Perish'?" (PDF). The Scientist. ج. 10 ع. 12: 11. مؤرشف من الأصل (PDF) في 2023-03-20.
12. ↑  Moosa, Imad A. (26 Jan 2018). Publish or Perish: Perceived Benefits versus Unintended Consequences (بالإنجليزية). Edward Elgar Publishing. ISBN:978-1-78643-493-7. Archived from the original on 2022-08-29.
13. ↑  "Obituary: Kimball C. Atwood III". The Independent (بالإنجليزية). 22 Oct 1992. Archived from the original on 2023-06-20. Retrieved 2022-06-23.
14. ↑  Moosa, Imad A. (26 Jan 2018). Publish or perish: Origin and perceived benefits: Perceived Benefits versus Unintended Consequences (بالإنجليزية الأمريكية). Edward Elgar Publishing. ISBN:978-1-78643-493-7. Archived from the original on 2023-07-19.
15. ↑  Vuong, Q.-H. (2019). "Breaking barriers in publishing demands a proactive attitude". Nature Human Behaviour. ج. 3 ع. 10: 1034. DOI:10.1038/s41562-019-0667-6. PMID:31602012.
16. ↑  Decca، Aitkenhead. "Peter Higgs: I wouldn't be productive enough for today's academic system". The Guardian. مؤرشف من الأصل في 2023-12-03.
17. ↑  Paglia, Camille. Junk Bonds and Corporate Raiders: Academe in the Hour of the Wolf. First published in Arion Spring 1991, republished in Paglia's Sex, Art and American Culture: New Essays (Vintage, 1992) (ردمك 9780679741015)
18. ↑  Bauerlein، Mark (17 نوفمبر 2011). "Literary Research: Costs and Impact". Center for College Affordability and Productivity. مؤرشف من الأصل في 2022-12-24. اطلع عليه بتاريخ 2015-03-29.
19. ↑  Wesel، M. van (2016). "Evaluation by Citation: Trends in Publication Behavior, Evaluation Criteria, and the Strive for High Impact Publications". Science and Engineering Ethics. ج. 22 ع. 1: 199–225. DOI:10.1007/s11948-015-9638-0. PMC:4750571. PMID:25742806.
20. ↑  Aitkenhead, Decca. Peter Higgs: I wouldn't be productive enough for today's academic system, The Guardian 6 December 2013; accessed 24 August 2016 نسخة محفوظة 2023-12-03 على موقع واي باك مشين.
21. ↑  Ghiasi، Gita؛ Larivière، Vincent؛ Sugimoto، Cassidy R. (2015). "On the Compliance of Women Engineers with a Gendered Scientific System". PLOS ONE. ج. 10 ع. 12: e0145931. Bibcode:2015PLoSO..1045931G. DOI:10.1371/journal.pone.0145931. PMC:4696668. PMID:26716831.
22. ↑  Chatterjee، Paula (2021). "Gender Disparity in Citations in High-Impact Journal Articles". JAMA Netw Open. ج. 4 ع. 7: e2114509. DOI:10.1001/jamanetworkopen.2021.14509. PMC:8254129. PMID:34213560.
23. ↑  Computers and People 33–37:1:7, 1984 (?)
24. ↑  Nancy Duvergne Smith, "Deploy or Die—Media Lab Director's New Motto", Slice of MIT, July 29, 2014 نسخة محفوظة 2023-03-22 على موقع واي باك مشين.